# 孔蒂勒
孔蒂勒（法語：Conthil，法語發音：[kɔ̃til]）是法国摩泽尔省的一个市镇，属于萨尔堡-萨兰堡区。

## 地理
孔蒂勒（48°53'33"N, 6°39'44"E）面积9.31 平方千米，位于法国大東部大區摩泽尔省，该省份为法国东北部内陆省份，是洛林的一部分，西南接默尔特-摩泽尔省，东临下莱茵省，北与卢森堡和德国接壤。
与孔蒂勒接壤的市镇（或旧市镇、城区）包括：武埃堡、莫朗日、拉克朗日、里什、罗达尔布、索特泽兰、维斯、扎尔伯兰。
孔蒂勒的时区为UTC+01:00、UTC+02:00（夏令时）。

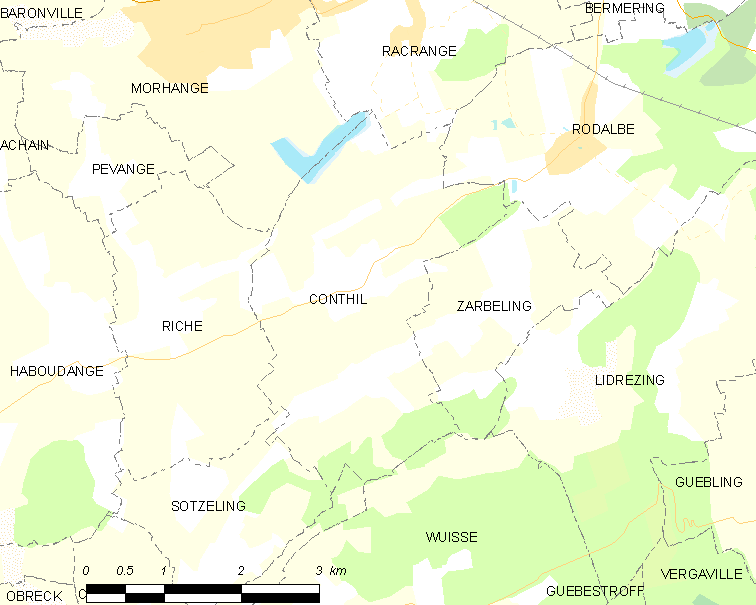
孔蒂勒的OSM定位图

## 行政
孔蒂勒的邮政编码为57340，INSEE市镇编码为57151。

## 政治
孔蒂勒所属的省级选区为索努瓦县。

## 人口

1962-2008年间孔蒂勒人口变化图示

孔蒂勒于2022年1月1日时的人口数量为136人。